# 北村英治
北村 英治（きたむら えいじ、1929年4月8日 - ）は、日本のジャズ・クラリネット奏者。
東京府出身。慶應義塾商工学校、慶應義塾大学予科を経て、慶應義塾大学文学部を中途退学。

## 人物・来歴

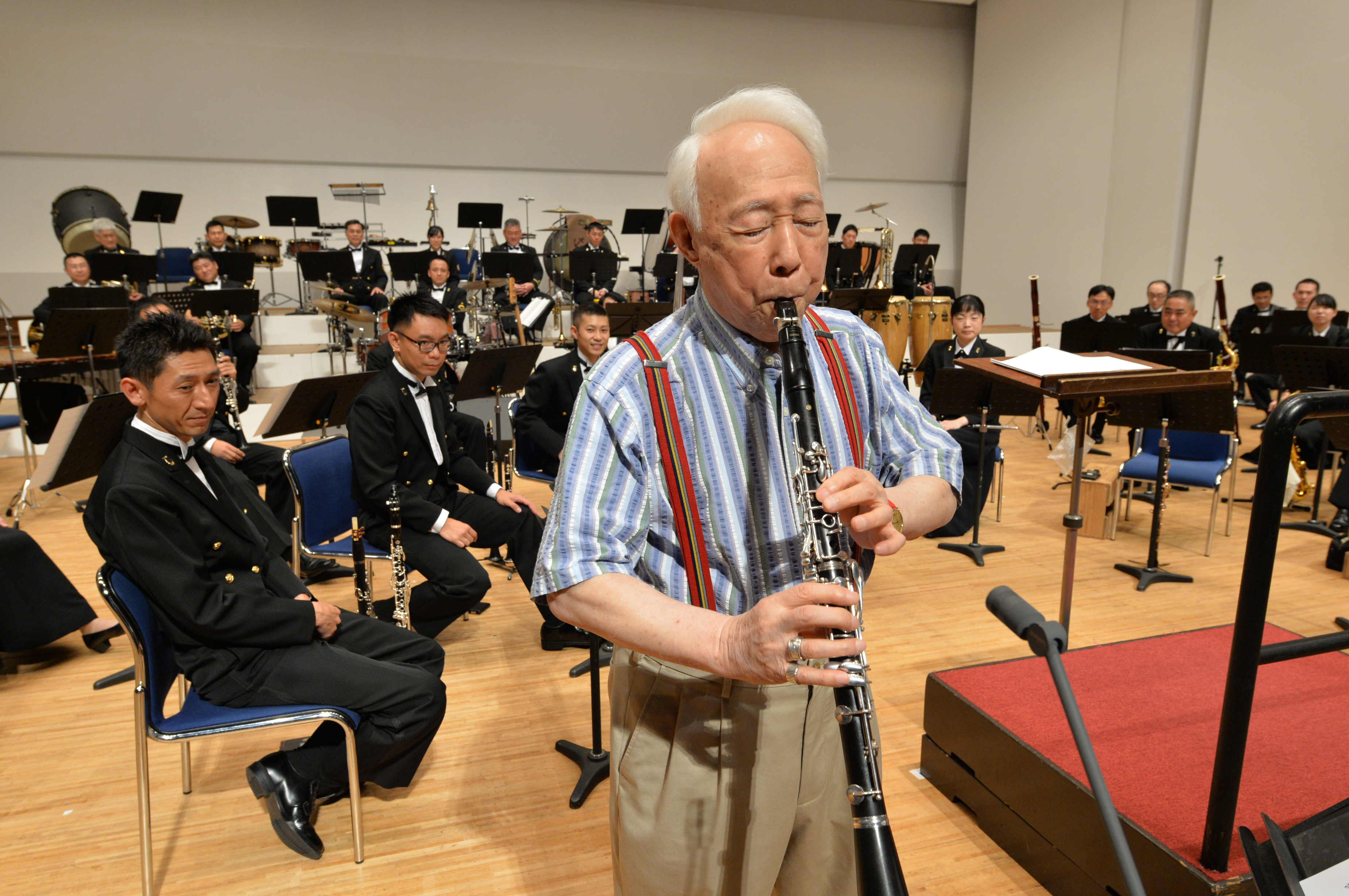
クラリネットを演奏する北村（2018年）

慶應義塾大学在学中にクラリネットを学ぶ。22歳でプロデビュー。30歳の時、憧れだったベニー・グッドマンが来日した際には彼の目の前で演奏し、賞賛を受けたこともある。
主なアルバムには、1960年7月5日、東京・産経ホールで行われたコンサートの模様を収録した『北村英治のすべて』（コンサートの構成、アルバムの解説を大橋巨泉が手がけた。2009年にCD化）、原信夫とシャープス・アンド・フラッツと共演した『ベニー・グッドマン作戦〜あの名演が蘇る!』(1963年、キングレコード）、テディ・ウィルソンと北村英治の共同リーダー・アルバム『テディ・ミーツ・エイジ』（1970年、Trio）、『スイング・スペシャル』（1971年、Trio）、『Live Session』（1972年、Century）、『Keep On Swingin' 』（1973年、GML）がある。
1980年に、コンコード・ジャズ・オールスターズとの共演アルバム『ディア・フレンズ』を発表。1983年にはスコット・ハミルトンのアルバム『イン・コンサート』（Concord）の録音に参加した。
その後、50歳を過ぎてからクラシックの要素を取り入れた演奏も行うようになる。そのため後輩にあたる村井祐児に弟子入りし、クラシックにおけるクラリネットの演奏法を学んだことで音楽の幅が広がった。
その後も日本のジャズ・クラリネットの草分け的存在として、欧米のジャズ・フェスティバルにも招待されるなど、幅広い活躍をしている。80歳を越えた高齢ではあるが、現在でもライブハウスでのセッションを精力的にこなしている。ジャズの作曲も手がけており、「五月によせて」などの作品がある。
2007年4月、旭日小綬章受章。
2012年に心筋梗塞で倒れ、入院したが後遺症などはなく退院した。

## ディスコグラフィ

### リーダー・アルバム
- 『北村英治のすべて』 - All About Eiji Kitamura (1960年、Columbia)
- 『ピンクの灯りを消さないで』 (1960年、Victor) ※10インチ盤
- 『ひばりとムード』 (1961年、Columbia) ※with 道志郎
- 『愛のカクテル』 - Cocktails For Two (1961年、King) ※10インチ盤
- 『魅惑のクラリネット』 - Miwaku No Clarinet (1965年、Victor)
- 『魅惑のクラリネット 第3集』 - Clarinet Fantasy Vol. 3 (1966年、Victor)
- 『魅惑のクラリネット』 - Fascinating Clarinet (1967年、Victor)
- 『ベニー・グッドマン作戦〜あの名演が蘇る!』 - Operation Benny Goodman (1963年、King) ※原信夫とシャープス・アンド・フラッツ featuring 北村英治名義
- 『テディ・ミーツ・エイジ』 - Teddy Wilson Meets Eiji Kitamura (1970年、Trio) ※with テディ・ウィルソン。旧邦題『君去りし後』
- 『コラボレーション』 - Collaboration: Kunihiko Meets Eiji (1973年、Audio Lab.) ※with 菅野邦彦
- 『HAPPY COOKING』 - Happy Cooking (1973年、Living Audio)
- 『スイング・スペシャル』 - Swing Special / Teddy & Eiji Vol.3 (1973年、Trio) ※with テディ・ウィルソン
- 『オン・ステージ』 - On Stage (1973年、JVC)
- 『アット・ザ・ジャンク 第1集』 - Eiji Kitamura At The Junk/Vol.1 (1973年、Victor)
- 『Yuh Sings For You』 - Yuh Sings For You (1973年、Myuh) ※with 今田勝トリオ
- 『HAPPY COOKING Vol.II』 - Happy Cooking Vol. II (1973年、Chrysler)
- 『Micro Live Session At The Hotel New Ōtani』 - Micro Live Session At The Hotel New Ōtani (1973年、Micro) ※with 中本マリ
- 『ゴールデン・ジャム・セッション・アット・ジャンク』 - Golden Jam Session At Junk (1973年、JVC) ※with 松本英彦、光井章夫、河辺公一、木母修三、松崎龍生、世良譲、栗田八郎、原田イサム
- 『ライト・オー』 - Right Oh (1974年、Audio Lab.) ※with 八城一夫トリオ
- 『テディ&英治』 - Live Session (1975年、Trio) ※with テディ・ウィルソン
- 『ネム・スウィング・セッション』 - Nemu Swing Session (1975年、Columbia) ※北村英治スウィング・オール・スターズ+シャープ&フラッツ名義
- 『北村英治VS鈴木章治 (クラリネット・バトル)』 - E.Kitamura Vs. S.Suzuki (1976年、Teichiku) ※with 鈴木章治
- 『ビコーズ・オブ・ユー』 - Because Of You (1976年、Audio Lab.)
- 『マイ・マンディ・デイト』 - My Monday Date (1976年、Victor) ※北村英治とハロー・ジャズ・バンド名義
- 『ヒット・キット・パーティー』 - Hit Kit Party (1977年、Trio)
- 『30イヤーズ・イン・30ミニッツ』 - 30 Years In 30 Minutes (1977年、Toshiba) ※北村英治オールスターズ名義
- 『ハロー・ダディ』 - Hello Daddy (1978年、Mastafon)
- 『バース・オブ・ザ・スイング』 - Birth Of The Swing (1978年、Audio Lab.) ※with 世良譲
- 『ソング・フォリオ』 - Song Folio (Nancy / Linda / Diane) (1978年、Trio)
- 『ソフィスティケイティッド・レディ』 - Sophisticated Lady (1978年、Yupiteru)
- 『メモリーズ・オヴ・ユー - 北村英治スイング・セッション』 - Swing Sessions (1978年、RCA)
- 『エイプリル・デイト』 - April Date (1979年、CBS/Sony)
- 『素敵なあなた』 - Bei Mir Bist Do Schoen (1979年、Yupiteru)
- 『不滅のスイング・ジャズ』 - Immortal Swing Jazz Spirits (1970年代、Union) ※北村英治&オールスターズ名義
- 『北緯8°』 - Eight Degrees North (1980年、CBS/Sony) ※with 八城一夫
- 『ディア・フレンズ』 - Dear Friends (1980年、Concord Jazz) ※with コンコード・ジャズ・オールスターズ
- 『札幌コンサート』 - Sapporo Concert (1980年、Trio) ※with ハッピー・クッキング・オールスターズ
- 『ライブ・アット JUNK』 - Live At Junk (1981年、Yupiteru) ※with テディ・ウィルソン
- 『スイング・エイジ』 - Swing Eiji (1981年、Concord Jazz)
- 『ライブ・アット JUNK』 - Live At Junk (1981年、Yupiteru) ※with ハロルド・ランド
- 『メモリーズ・オブ・ユー - ナイン・ピース・ジャズ・ライヴ・コンサート』 - Memories of You (1981年、Columbia)
- 『セブン・スターズ』 - Seven Stars (1982年、Eastworld)
- 『A DAY IN JAZZ VOL1』 - A Day In Jazz Vol. 1 (1982年、Atlantic)
- Eastern Exposure (1982年、Yamaha, Silver Crest) ※with バディ・デフランコ
- Impression-C.D. Sing A Swing With Digital (1983年、Mitsubishi) ※with ヘレン・メリル
- 『スインギン・エイジ・パート1』 - Swingin' Age Part 1 (1983年、AB Sound)
- 『ノー・カウント』 - No Count (1983年、Concord Jazz)
- 『WE』 - We (1983年、Eastworld) ※with ウディ・ハーマン
- 『スインギン・ストリート』 - Swingin' Street (1986年、CBS/Sony)
- 『スインギン・シーズン』 - Swingin' Season (1986年、CBS/Sony)
- 『スインギン・ライフ』 - Swingin' Life (1986年、CBS/Sony)
- 『ベニー・グッドマンの想い出』 - Memories Of Benny Goodman (1987年、Denon)
- 『ゴールデン・クリスマス・ソング集』 - Golden Christmas Songs (1988年、GML)
- 『クロス&カウンター』 - Cross & Counter! (1988年、GML) ※with 村井祐児
- 『アワー・デライト』 - Our Delight, Many Sides Of Eiji Kitamura (1989年、GML)
- 『キープ・オン・スィンギン』 - Keep On Swingin' (1992年、GML) ※with テディ・ウィルソン・クインテット
- 『エイジ・ミーツ・スモーキン』 - Eiji Meets Smokin' (1996年、Cab) ※with 宮之上貴昭&スモーキン
- 『フルクラリネット』 - Full Clarinet (1996年、Jazz Cook)
- 『北村英治と仲間たち・1〜スターダスト / ローズ・ルーム』 - Eiji Kitamura and the Best Friends (1996年、日本クラウン)
- 『北村英治と仲間たち・2〜サマータイム / メモリーズ・オブ・ユー』 - Eiji Kitamura and the Best Friends (1996年、日本クラウン)
- 『ドリーム・ダンシング』 - Dream Dancing (1997年、Jazz Cook) ※with 塚原小太郎
- 『ジャズ・パーティ』 - Jazz Party (1998年、Jazz Cook) ※with ビル・ベリー
- 『スケッチ』 - Sketch (1999年、Jazz Cook)
- 『デリバリー』 - Delivery (2000年、Jazz Cook) ※with 宮之上貴昭
- 『セッション』 - Session (2001年、Jazz Cook)
- 『サンタ・クラリネット』 - Santa Clarinet (2001年、Jazz Cook)
- 『デリシャス』 - Delicious (2002年、Jazz Cook)
- 『ヴィンテージ』 - Vintage (2003年、Jazz Cook)
- 『セッションII』 - Session II (2004年、Jazz Cook)
- 『クッキング』 - Cookin' (2006年、Jazz Cook) ※with バディ・デフランコ、竹下清志
- 『パーク・ストリート・キッズ』 - Park Street Kids (2022年、Eight Islands) ※with 小曽根真

## 主な出演番組
- 夜は気分で（TBS、司会）
- おしゃべりクイズ疑問の館（NHKラジオ第1放送、不定期）
- 響け!みんなの吹奏楽 （NHK-BS2）
この番組では、他に MALTA、角田健一、須川展也、伊東たけしが講師を務め、北村を含むこれらの講師陣が全国の学校・市民団体・職場等のバンドを訪れ、数回の練習と本番ステージの模様を放送していた。
- ザッツミュージック（NHK総合ほか、1985年05月22日、10月30日、1986年07月31日、1987年02月18日、1988年02月24日、1989年01月12日）[2]
- 午後は○○おもいッきりテレビ（日本テレビ、1994年 - 2006年 ゲストコメンテーター）[3]
- 徹子の部屋（テレビ朝日、2016年2月8日）[4]
この日に初出演し、司会の黒柳徹子と初対面を果たす。トークでは美空ひばり談義で盛り上がったほか、自ら黒柳にアップルパイをふるまった。
- 関口宏の人生の詩II（BS-TBS、2019年8月10日）
- YOUは何しに日本へ? （テレビ東京、2019年9月2日、2024年8月12日（左記の再放送分））